# Marwan al-Shehhi
Marwan Yousef al-Shehhi (arabiska: مروان الشحي, ibland transkriberat som ash-Shehhi eller Alshehhi), född 9 maj 1978, död 11 september 2001, var den kaparpilot som flög flygplanet United Airlines Flight 175 in i World Trade Centers södra torn den 11 september 2001. Han var även yngst av kaparpiloterna.
Han flyttade till Hamburg under 1996 och blev kort därefter nära vän med Mohammed Atta, Ziad Jarrah och Ramzi Binalshibh. Samtliga personer deltog i planeringen av 11 september-attackerna 2001. Al-Shehhi blev av FBI senare identifierad som kaparpiloten som styrde United Airlines Flight 175 in i World Trade Centers södra torn. Han gick samma pilotutbildning som Mohammed Atta på Huffman Aviation.